# Aprenentatge automàtic basat en regles
L'aprenentatge automàtic basat en regles (RBML) és un terme informàtic destinat a englobar qualsevol mètode d'aprenentatge automàtic que identifiqui, aprengui o evolucioni "regles" per emmagatzemar, manipular o aplicar. La característica definitòria d'un aprenent automàtic basat en regles és la identificació i utilització d'un conjunt de regles relacionals que representen col·lectivament el coneixement capturat pel sistema. Això contrasta amb altres aprenents automàtics que habitualment identifiquen un model singular que es pot aplicar universalment a qualsevol instància per fer una predicció.
Els enfocaments d'aprenentatge automàtic basat en regles inclouen sistemes de classificació d'aprenentatge, aprenentatge de regles d'associació, sistemes immunitaris artificials i qualsevol altre mètode que es basi en un conjunt de regles, cadascuna de les quals cobreix el coneixement contextual.
Tot i que l'aprenentatge automàtic basat en regles és conceptualment un tipus de sistema basat en regles, és diferent dels sistemes tradicionals basats en regles, que sovint són fets a mà, i altres responsables de la presa de decisions basats en regles. Això es deu al fet que l'aprenentatge automàtic basat en regles aplica algun tipus d'algorisme d'aprenentatge per identificar automàticament regles útils, en lloc d'un humà que necessiti aplicar els coneixements previs del domini per construir manualment regles i curar un conjunt de regles.

## Regles
Les regles solen prendre la forma d'una expressió "{IF:THEN}" (p. ex., {IF "condició" LLAVORS "resultat"}, o com a exemple més específic, {SI "vermell" I "octàgon" LLAVORS "signal d'aturada" }). Una regla individual no és en si mateixa un model, ja que la regla només és aplicable quan es compleix la seva condició. Per tant, els mètodes d'aprenentatge automàtic basats en regles solen incloure un conjunt de regles, o base de coneixement, que constitueixen col·lectivament el model de predicció.